# Bare Trees
Bare Trees är ett musikalbum av Fleetwood Mac som lanserades 1972 på Reprise Records. Albumet som var gruppens sjätte studioalbum domineras av gitarristen Danny Kirwans låtmaterial, men det kom också att bli hans sista album med gruppen innan han lämnade den samma år. I övrigt har Christine McVie och Bob Welch skrivit två låtar var till albumet. Albumet blev vid lanseringen ingen större framgång men hade sålt guld i USA 1976, och platina 1988.

## Låtlista
(kompositör inom parentes)
1. "Child of Mine" (Danny Kirwan) – 5:09
2. "The Ghost" (Bob Welch) – 3:58
3. "Homeward Bound" (Christine McVie) – 3:20
4. "Sunny Side of Heaven" (Kirwan) – 3:10
5. "Bare Trees" (Kirwan) – 5:02
6. "Sentimental Lady" (Welch) – 4:35
7. "Danny's Chant" (Kirwan) – 3:16
8. "Spare Me a Little of Your Love" (C. McVie) – 3:44
9. "Dust" (Kirwan) – 2:41
10. "Thoughts on a Grey Day" (dikt) (Mrs Scarrott) – 1:46

## Listplaceringar
- Billboard 200, USA: #70[2]